# Latas
Latas es una localidad española perteneciente al municipio de Sabiñánigo, en el Alto Gállego, provincia de Huesca, Aragón.

## Situación geográfica
La localidad está situada en el piedemonte del monte Oturia y Santa Orosia, en una ladera orientada al este, hacia Sabiñánigo, y la confluencia de los ríos Aurín y Gállego.

## Toponimia
Su nombre es un derivado de una antigua palabra latina descriptiva de la composición del suelo, que podría interpretarse como denominación de “tierra con muchos arroyos” o “terreno pedregoso y árido”

## Historia
Aunque se ha tratado de una población que siempre se mantuvo en estado de realengo, de esta localidad es oriundo el Linaje de Latas y el de Puértolas de Latas, una rama cadete de los Puértolas de Gavín.
En el 1845 Pascual Madoz se refería a la población en su obra Diccionario geográfico-estadístico-histórico de España y sus posesiones de Ultramar, comentando que contaba con cinco casas, incluida la de Ayuntamiento, una calle ancha y desempedrada e iglesia parroquial que tenía por anejo a Javierre del Obispo, al igual que se servían del agua del arroyo del mismo nombre para cultivar una pequeña huerta.

## Demografía
Formó parte del municipio histórico de Sardas hasta la incorporación de este en el de Sabiñánigo, en 1951. En los últimos años ha experimentado un notable ascenso de población, contando en 2006 con 10 habitantes, en 2008 pasó a 16, en 2010 a 40, y en 2019 contaba ya con 82 habitantes. Aumento debido al desarrollo urbanístico asociado a la construcción de un campo de golf.
| 10         | 38 | 118 |
| (Fuente: ) |    |     |

## Patrimonio

### Casa Marco
Ejemplo de casa señorial del siglo XVII dotada de soportal con arco de medio punto, por el que se accede a un patio descubierto empedrado, tras el que se levanta un edificio de dos cuerpos con dos puertas, una de ellas, la que da acceso a la torre, de dovelas con escudo en la clave, ventanas cuadradas enmarcadas por columnas acanaladas y alero de losas de piedra con molduras en gradación. 

### Iglesia de San Martín
Templo parroquial de la población construido en sillarejo, mampostería y sillar del siglo XII que a pesar de estar en la zona de mayor densidad de obras de estilo serrablés, no tiene rasgos definitorios del mismo, siendo en cambio, de un sencillo ejemplar de románico rural bastante modificado. Tiene única nave, de planta rectangular cubierta con bóveda de cañón y lunetos, teniendo a sus pies una torre con tejado a dos vertientes, bajo la cual está el atrio que da entrada a la iglesia por su lado meridional.